# たわわな気持ち
『たわわな気持ち』（たわわなきもち）は、古澤健監督の日本映画。2019年7月12日公開。2020年10月21日公開の第2作『たわわなときめき』もこの頁で記述する。

## 概要
ピンク映画に憧れを抱いていた古澤健が既に参入していた佐々木浩久に相談を持ち掛け、企画が実現。学生時代以来となる監督・脚本・男性主演作として2019年7月12日にR-18作品『たわわな気持ち 全部やっちゃおう』として初公開された。女性主演には松本菜奈実が抜擢された。自身をマンスプレイニング激しい男性主演役に置いたのは、「それが一番観客にとって"身勝手な男"と怒りが増幅する」との考えから。
同年8月26日に開かれた「OP PICTURES+フェス2019」にてR-15仕様に再編集され『たわわな気持ち』として再公開。
2020年3月14日から27日にかけてR-15作品『たわわな気持ち』が東京・ポレポレ東中野で公開。
2020年4月に開催されたピンク映画ベストテンで年間2位を獲得。
同年10月、「OP PICTURES+ フェス 2020」では続編『たわわなときめき』が公開される。

## あらすじ
同棲中の彼氏・大塚肇から仕事を馬鹿にされ悩んでいる雑誌ライターの三留綾。クズの肇は綾との性交を終えると、夜の街に出かけてしまう。ある日、肇が風俗店に通っていることを知ってしまった綾は、取材を装って彼のお気に入りの風俗嬢・篠原カレンに会いに行く。そこでカレンと意気投合した綾は、肇を懲らしめるべくある計画を立てるのだった。

## 登場人物
三留綾
演 ‐ 松本菜奈実
肇の彼女。職業はライター。おもに風俗ライターとして活動するが、掲載誌の休刊が決まりライター業に行き詰まりも感じ、彼氏との生活もぎくしゃくし始める。
篠原カレン
演 ‐ あけみみう
風俗嬢。映画作品制作のため、金銭を稼いでいる。肇のお意気に入り嬢。
篠原マリア
演 ‐ 加藤ツバキ
謎の女。田中と体の付き合いがある。
大塚肇
演 ‐ 古澤健
綾の彼氏。セクハラ、パワハラを売り返す自他ともに認めるクズ。風俗店通いをするが、風俗周りの職種は見下している様子。
田中一郎
演 ‐ 川瀬陽太
綾が寄稿する雑誌編集長。器用ではあるが居場所のない男。
皆川芹那
演 ‐ 後藤ユウミ
綾の友人。カレンの映画製作を手伝う。
木下優香
演 ‐ 加藤紗希
綾の友人。カレンの映画製作を手伝う。
鏡紀香
演 ‐ 春埼めい
綾にインタビューを受ける風俗嬢。
曽我玲子
演 ‐ 鏡ゆみこ

赤城
演 ‐ 佐藤文吾

星野
演 ‐ 大野大輔　

## スタッフ
- 監督・脚本：古澤健
- 企画協力：佐々木浩久
- 撮影：山田達也
- 照明：玉川直人、柴田裕哉
- 編集：松竹利朗
- 助監督：島崎真人、菊嶌稔章
- スチール：平野敬子
- 音楽：宇波拓
- 録音：臼井勝
- 音響：川口陽一
- ヘアメイク：五十嵐良恵
- 合成：金魚事務所
- 合成・タイトル：古澤健
- 画面制作：東海林毅
- 撮影助手：高嶋正人、丸山圭
- ヘアメイク助手：木田芙優美
- 撮影応援：高橋裕美
- 演出応援：高杉孝宏、綱木謙介
- オフライン・デスク：幕田忠雄、土井直樹
- 仕上げ：東映ラボ・テック
- 制作：不写之射プロ
- 提供：オーピー映画

## 受賞
- ピンク映画ベストテン2019[5]
  - 桃熊・脚本賞（古澤健）、桃熊・新人女優賞（松本菜奈美）

## たわわなときめき

### 概要
2020年10月から開始された「OP PICTURES+ フェス 2020」での一本として製作された。10月21日公開。レイティングはR15+、上映時間80分。
綾の悩みをカレンが解決する前作と異なり、カレンの悩みを綾が救う展開となる。監督の古澤によれば「若い女性がサブカルチャーなどに興味があると、すぐに男の影響と言い出す風潮への反発」。「彼はそう思い込んでいるけれど、その思い込みから自由になりたいこと」をテーマにしている。また、舞台挨拶では男性向けのピンク映画という世界で、あえて女の子が女の子を応援する雰囲気の作品を制作したことを述べている。
2021年2月26日よりR18編集の『たわわなときめき あなたの人生変わるかも』が公開。
撮影は福島県郡山で行っている。

### あらすじ
映画監督の篠原カレンは、映画監督・須藤優作からメキシコでの映画撮影に誘われる。本来嬉しいニュースのはずだが、三留綾はどこか浮かない様子の彼女を見て違和感を感じる。
映像演出は優作からイロハを教わり、影響下にあるが、やんわりローバジェット、自主製作の世界を否定され、彼の誘導する道筋を歩むことに疑問を感じていたのだ。

## 登場人物（たわわなときめき）
三留綾
演 ‐ 松本菜奈実
ライター。本作時点では風俗ネタ以外に軽めの政治経済、カルチャー誌などにも執筆。カレン監督映画のロケハンに関わり、出演もする。田中は別れているが交際時よりも仲がいい。
篠原カレン
演 ‐ あけみみう
映像作家。幼馴染で恋人の優作からは「チビ」と幼少時のあだ名で呼ばれる。ネットに挙げた動画が好評を得て、メキシコ人プロデューサーからスカウトを受け、帰国した優作からも渡墨を薦められているが、自分の世界観を自分のペースで表現できる今の環境に愛着もあり選択に迷う。
田中一郎
演 ‐ 川瀬陽太
元雑誌編集長。綾同様、カレンのロケハンに協力し、出演、音声として協力をする。綾からは「セックス以外俗物」と言われる。
倉科千代子
演 ‐ 並木塔子
カレンがロケハンした住居の隣家の住民。
須藤優作
演 ‐ 山科圭太
海外で著名な映画監督。カレンの幼馴染で恋人。ビッグバジェットの仕事を中心にしてきた。カレンのことを認めつつも、田中からは「（カレンに対し）丁寧にぞんざいな扱いをする」と囁かれる。
三浦徹
演 ‐ 千浦僚
千代子の家に通う市議会議員。古澤監督によれば「若い女性を応援するふりをして、実は搾取する男性」の象徴。

## スタッフ
- 監督・脚本：古澤健
- 撮影：山田達也
- 照明：玉川直人
- 助監督：島崎真人、菊嶌稔章
- スチール：平野敬子
- 音楽：宇波拓
- 録音：臼井勝
- 音響：川口陽一
- 合成・タイトル：古澤健
- 制作協力：中里友樹
- オフライン・デスク：幕田忠雄、土井直樹
- 仕上げ：東映ラボ・テック
- 制作：不写之射プロ
- 提供：オーピー映画